# Pedro Mori
Pedro Tomishigue Mori (Presidente Bernardes, 27 de junho de 1959) conhecido como Pedro Mori é um advogado e político paulista, com atuação no município de Santana de Parnaíba.

## Biografia
Em sua juventude, em sua cidade natal trabalhou como lavrador. Veio para cidade de São Paulo aos 16 anos, tendo trabalhado com os tios e depois no Banco do Estado de São Paulo (Banespa). Em 1983 formou-se como advogado.

## Vida Política
Por influência de seu professor de direito e político Paulo Kobayashi ingressou na vida pública tendo sido eleito primeira vez como vereador nas eleições de 1988, cargo ocupado entre os anos de 1989 e 2000. Assumiu a presidência das casa neste período por duas vezes. 
Eleito para a 14ª Legislatura da Assembleia Legislativa de São Paulo.
Em 2002 tentou a re-eleição como deputado estadual e não obteve sucesso.
Foi impedido de se candidatar a deputado federal nas eleições de 2014 por ter sido enquadrado na Lei da Ficha Limpa. Este processo foi anulado pelo Tribunal de Justiça de São Paulo.